# Décès en juillet 1995
Décès
- 1991
- 1992
- 1993
- 1994
- 1995
- 1996
- 1997
- 1998
- 1999

Pour une information complémentaire, voir la page d'aide.

| Date       | Nom                | Activités                                                           | Âge | Source |
| ---------- | ------------------ | ------------------------------------------------------------------- | --- | ------ |
| 1 juillet  | Antoine Ferrari    | peintre français                                                    | 85  |        |
| 2 juillet  | Alex Jordan        | actrice de films pornographiques américaine                         | 31  |        |
| 4 juillet  | Eva Gabor          | actrice américaine d'origine hongroise                              | 76  |        |
| 7 juillet  | Léon Le Calvez     | coureur cycliste français                                           | 86  |        |
| 7 juillet  | Jacky Chevaux      | peintre, graveur, illustrateur, et caricaturiste français           | 51  |        |
| 8 juillet  | Sylvain Bemba      | romancier, dramaturge, essayiste, journaliste et musicien congolais | 61  |        |
| 12 juillet | Maurice Rocher     | peintre expressionniste français                                    | 76  |        |
| 15 juillet | Robert Coffy       | cardinal français, archevêque de marseille                          | 74  |        |
| 17 juillet | René Privat        | coureur cycliste français                                           | 64  |        |
| 17 juillet | Juan Manuel Fangio | pilote automobile argentin                                          | 84  |        |
| 18 juillet | Fabio Casartelli   | coureur cycliste italien                                            | 24  |        |
| 19 juillet | Marcel Abautret    | Footballeur français.                                               | 69  |        |
| 19 juillet | Michael Andrews    | peintre britannique                                                 | 66  |        |
| 20 juillet | Jacques Lagrange   | peintre, graveur et scénariste français                             | 77  |        |
| 20 juillet | Ernest Mandel      | économiste et personnalité politique trotskiste                     | 72  |        |
| 22 juillet | Jean-Claude Libert | peintre cubiste et abstrait français de la nouvelle école de Paris  | 78  |        |
| 23 juillet | Fabien Galateau    | coureur cycliste français                                           | 82  |        |
| 24 juillet | Sadík Achmét       | homme politique grec, d'origine turque                              | 48  |        |
| 26 juillet | Laurindo Almeida   | guitariste brésilien                                                | 77  |        |
| 29 juillet | Severino Varela    | footballeur international uruguayen                                 | 81  |        |
| 30 juillet | Mirdza Bendrupe    | écrivaine lettone.                                                  | 84  |        |